# Едвард Спенсер
Едвард Спенсер (енгл. Edward Adams Spencer; Солфорд, 5. новембар 1881 — Ајлворт, 6. мај 1965) је бивши атлетичар, Уједињеног Краљевства који се такмичио у брзом ходању.
Учествовао је на Летњим олимпијским играма 1908. које су одржане у Лондону. На играма је учествовао у дисциплини 10. миља брзог ходања. У полуфиналу је заузимао друго место по постигнутом резултату, али је у финалу био трећи са освојеном бронзаном медаљом, иза својих коледа из екипе Џорџа Ленера и Ернеста Веба.